# Romanica
Romanica (voluit: Lingua romanica commun unificata) is een kunsttaal, die in 2001 door de Bask Josu Lavin werd gemaakt met de bedoeling een taal te creëren, die voor de sprekers van alle Romaanse talen te begrijpen zou zijn. Dit maakt het tot een typisch voorbeeld van een zonale hulptaal.
Deze taal dient niet te worden verward met het Romanova, dat soortgelijke principes hanteert, en het Romániço, een compromistaal tussen het Esperanto, het Ido en het Interlingua.

## Achtergrond
Na de val van het Romeinse Rijk werden de verschillen tussen de vele regionale dialecten van het vulgair Latijn steeds groter, hetgeen uiteindelijk zou leiden tot een groep wederzijds niet langer verstaanbare talen, tegenwoordig bekend als de Romaanse talen. Toch vertonen zowel de grammaticale structuur als de woordenschat van deze talen nog steeds grote gelijkenis met elkaar. Het Romanica verenigt al deze overeenkomsten in een volledige taal, die althans gedeeltelijk verstaanbaar beoogt te zijn voor eenieder, die een van de Romaanse talen spreekt. Voorstanders van deze taal stellen, dat kennis van het Romanica het leren van welke andere Romaanse taal dan ook aanzienlijk zal vergemakkelijken.

## Romanica en Interlingua
Het Romanica wordt door sommigen beschouwd als een variant van de internationale hulptaal Interlingua. Inderdaad is de woordenschat van het Romanica voor een groot deel afkomstig uit het Interlingua - English Dictionary (IED), dat in 1951 werd gepubliceerd door de International Auxiliary Language Association. Toch zijn de aanhangers van het Romanica van mening, dat de taal, ondanks het feit dat deze in veel opzichten lijkt op het Interlingua, wel degelijk moet worden beschouwd als een afzonderlijke taal, die niet gebaseerd op het Interlingua, maar op de Romaanse talen. Er is overigens ook een verschil in doelstelling: waar het Interlingua ernaar streeft een hulptaal te zijn voor de hele wereld, beperkt het Romanica zich expliciet tot de sprekers van Romaanse talen. Het Romanica poogt dus voor de Romaanse talen hetzelfde te doen als Folkspraak voor de Germaanse.
Overigens is het Romanica lang niet zo bekend als het Interlingua en heeft de taal slechts een kleine gemeenschap van gebruikers. Aan de taal zijn geen conferenties of tijdschriften gewijd, en alle communicatie erin en erover vindt uitsluitend plaats via het Internet.

## Grammatica
Evenals het Interlingua baseert het Romanica zijn grammatica vooral op gemeenschappelijke elementen van de Romaanse talen, en streeft ernaar dat op een eenvoudige en overzichtelijke manier te doen. Het Romanica gaat daarbij naturalistischer te werk dan het Interlingua en blijft veel dichter bij de Romaanse talen zelf: zo kent de taal geslacht, worden bijvoeglijke naamwoorden geacht met het bijbehorende zelfstandig naamwoord overeen te stemmen in geslacht en aantal, worden werkwoorden vervoegd, etc.

## Voorbeeld
Het Onze Vader:
Patre Nostro, qui es in los celos,
sanctificato sia tu nomine;
venia tu regno;
facta sia tu voluntate super la terra como etiam in le celo.
Da nos hodie nostro pan quotidiano,
et pardona a nos nostras debitas como nos pardonamos a nostros debitores.
Et non duceas nos in tentation/temptation, sed libera nos del mal.